# نورها و سایه‌ها (ترانه)
«نورها و سایه‌ها» تک‌آهنگی از او جی۳ ان ای است که در سال ۲۰۱۷ میلادی منتشر شد. این ترانه نماینده هلند در یوروویژن ۲۰۱۷ بود که به رتبه ۱۱ رسید.